# Travis Mahoney
Travis Mahoney (ur. 24 lipca 1990) – australijski pływak, specjalizujący się w stylu dowolnym, grzbietowym i zmiennym.
Wicemistrz świata na krótkim basenie ze Stambułu (2012) w sztafecie 4 x 200 m stylem dowolnym oraz brązowy medalista w sztafecie 4 x 100 m stylem dowolnym.